# 7117 Claudius
A 7117 Claudius (ideiglenes jelöléssel 1988 CA1) a Naprendszer kisbolygóövében található aszteroida. Freimut Börngen fedezte fel 1988. február 14-én.